# HaDugmaniot (mùa 1)
HaDugmaniot, Mùa 1 là mùa đầu tiên của HaDugmaniot, được phát sóng từ ngày 21 tháng 2 đến ngày 5 tháng 6 năm 2005 trên Channel 10 và chứng kiến 16 cô gái sống trong căn hộ Dan ở Tel Aviv cạnh tranh cho danh hiệu Israeli Top Model. Siêu mẫu Galit Gutman sẽ là host của chương trình cùng dàn ban giám khảo bao gồm: Betty Rockaway, Elimor Zilberman, Eshel Ezer, Miki Buganim và Shiraz Tal.
Người chiến thắng của mùa này là Victoria Katzman, 18 tuổi từ Nahariya. Cô giành được:
- Một hợp đồng người mẫu với Look Models trong 3 năm
- Một hợp đồng quảng cáo cho Maybelline trong 1 năm[3]
- Một chuyến đi 3 ngày tới New York được tài trợ bởi Unilever để bắt đầu sự nghiệp người mẫu[4]
- Được sử dụng dịch vụ điều trị thẩm mỹ tại Trung tâm Y tế Elisha ở Haifa

## Các thí sinh
(Tính tuổi lúc tham gia ghi hình)
| Thí sinh        | Thí sinh          | Tuổi | Chiều cao              | Quê quán    | Bị loại ở | Hạng  |
| --------------- | ----------------- | ---- | ---------------------- | ----------- | --------- | ----- |
| אלכס חזין       | Alex Chazin       | 20   | 1,70 m (5 ft 7 in)     | Bat Yam     | Tập 2     | 16-13 |
| דניאלה פרי      | Daniella Perry    | 17   | 1,74 m (5 ft 8+1⁄2 in) | Tel Aviv    | Tập 2     | 16-13 |
| סיוון מרציאנו   | Sivan Marciano    | 21   | 1,70 m (5 ft 7 in)     |             | Tập 2     | 16-13 |
| רחלי טקלה       | Raheli Takala     | 28   | 1,71 m (5 ft 7+1⁄2 in) | Jerusalem   | Tập 2     | 16-13 |
| מאיה טל         | Maya Tal          | 21   | 1,72 m (5 ft 7+1⁄2 in) | Herzliya    | Tập 3     | 12    |
| אנג'ל אוגוסטה   | Angel Ogasta      | 18   | 1,65 m (5 ft 5 in)     | Bat Yam     | Tập 4     | 11    |
| עדי סטרוד       | Adi Strod         | 22   | 1,73 m (5 ft 8 in)     | Ness Ziona  | Tập 5     | 10-9  |
| אלכסנדרה שרמן   | Alexandra Sherman | 18   | 1,71 m (5 ft 7+1⁄2 in) | Beersheba   | Tập 5     | 10-9  |
| אולגה לופטין    | Olga Lopatin      | 21   | 1,68 m (5 ft 6 in)     | Beersheba   | Tập 6     | 8     |
| מיתר עמוס       | Meitar Amos       | 19   | 1,80 m (5 ft 11 in)    | Haifa       | Tập 7     | 7     |
| אינס חליף       | Ines Halif        | 21   | 1,60 m (5 ft 3 in)     | Petah Tikva | Tập 8     | 6     |
| נטע קריסי       | Netta Karisi      | 19   | 1,66 m (5 ft 5+1⁄2 in) | Ashkelon    | Tập 10    | 5     |
| אוולין פטרובסקה | Evelin Piotrowska | 28   | 1,67 m (5 ft 5+1⁄2 in) | Tel Aviv    | Tập 14    | 4     |
| ליאת בן-רשי     | Liat Ben-Rashi    | 21   | 1,76 m (5 ft 9+1⁄2 in) | Petah Tikva | Tập 14    | 3     |
| ליאת בלו        | Liat Bello        | 21   | 1,67 m (5 ft 5+1⁄2 in) | Herzliya    | Tập 14    | 2     |
| ויקטוריה קצמן   | Victoria Katzman  | 18   | 1,72 m (5 ft 7+1⁄2 in) | Nahariya    | Tập 14    | 1     |

## Các tập

### Tập 1
Khởi chiếu: 21 tháng 2 năm 2005
50 cô gái từ khắp cả nước đã đến Tel Aviv cho buổi casting của chương trình. Họ đã có thử thách catwalk và từng người một đã có một buổi phỏng vấn với các giám khảo. Kết quả là 16 cô gái đã được chọn và sẽ bước vào cuộc thi.
- Khách mời đặc biệt: Danny Roup, Haim Etgar

### Tập 2
Khởi chiếu: 6 tháng 3 năm 2005
16 cô gái được chọn đã được quay lại Tel Aviv và họ được yêu cầu đến điểm đón khi có một chiếc xe limosuine bất ngờ đến đón họ. Các cô gái được di chuyển tới khách sạn Dan Hotels là nơi mà họ sẽ ở trong suốt cuộc thi.
Ngày hôm sau, họ đã phải thức dậy sớm và được gặp Galit tại một bãi biển cho buổi chụp hình đầu tiên cho bộ sưu tập Hè 2005 của áo tắm Keds. Ở đó, Galit thông báo với họ rằng vào cuối ngày, 4 cô gái sẽ bị loại. Sau đó, họ được đưa tới phòng đánh giá để xem ảnh của mình và họ phải bình chọn cho 2 người phải đi gặp ban giám khảo. Kết quả là Angel & Netta là 2 người bị các cô gái khác bình chọn để gặp với ban giám khảo. Nhưng kết quả cuối cùng là Alex, Daniella, Raheli & Sivan là 4 thí sinh đầu tiên bị loại.
- Nhiếp ảnh gia: Eshel Ezer

### Tập 3
Khởi chiếu: 13 tháng 3 năm 2005
12 cô gái còn lại được gặp Betty, Elimor và huấn luyện viên thể hình Tal Shaham để kiểm tra số đo 3 vòng của họ để nhận lời khuyên về định hình cơ thể và cải thiện tổng thể và không phải tất cả đều tiếp thu tốt lời nhận xét của ban giám khảo. Sau đó, họ được nhận diện mạo mới của mình từ nhà tạo mẫu tóc Amir Mizrahi. Một vài người thích kiểu tóc mới của mình nhưng không phải ai cũng hài lòng và đặc biệt là Angel, người chưa từng cắt tóc từ năm 3 tuổi, khi cô phản ứng gay gắt trước yêu cầu cắt ngắn hơn của ban giám khảo, nhưng cuối cùng cô vẫn chấp nhận diện mạo mới của mình khi được Amir khuyên bảo.
Sau khi nhận được diện mạo mới của mình, họ đã có buổi chụp hình tiếp theo trên xe gắn máy và phải tỏ ra thân mật cùng với người mẫu nam Raz Meirman. Vào buổi đánh giá ngày hôm sau, Angel là người bị các cô gái khác bình chọn để gặp với ban giám khảo, nhưng kết quả là Maya là thí sinh tiếp theo bị loại.
- Nhiếp ảnh gia: Iddo Lavie
- Khách mời đặc biệt: Tal Shaham, Amir Mizrahi, Raz Meirman

### Tập 4
Khởi chiếu: 20 tháng 3 năm 2005
Sau khi Maya bị loại, Netta quyết định để lại một lá thư cá nhân, rời khách sạn và dừng cuộc thi do không chịu được áp lực về việc xa nhà. Ngày hôm sau, 10 cô gái còn lại đã có một ngày để nghỉ ngơi và Meitar đã ghi lại bằng máy quay video gia đình những gì đang xảy ra trong khách sạn.
Ngày tiếp theo, họ được đưa tới câu lạc bộ Doom cho một buổi tập catwalk với đạo diễn Nimrod Peled, trước khi  có buổi trình diễn thời trang cho nhà thiết kế Shay Touboul. Kết quả là Adi & Meitar là 2 người thể hiện tốt nhất nên sẽ được miễn loại vào buổi loại trừ tuần này. Vào buổi đánh giá ngày hôm sau, Olga là người bị các cô gái khác bình chọn để gặp với ban giám khảo, Adi & Meitar được gọi tên đầu tiên còn Angel là thí sinh tiếp theo bị loại. Sau khi buổi loại trừ kết thúc, họ đã có một bữa tiệc sinh nhật cho Angel.
- Nhiếp ảnh gia: Yossi Zwecker
- Khách mời đặc biệt: Nimrod Peled, Shay Touboul

### Tập 5
Khởi chiếu: 27 tháng 3 năm 2005
9 cô gái còn lại đã có một buổi học về cách đối phó với một cuộc phỏng vấn trên truyền hình và các câu hỏi khó từ diễn viên Haim Etgar. Ngày hôm sau, họ đã có buổi chụp hình tiếp theo cho Reebok, khi họ sẽ hóa thân những vận động viên thể thao thời trang. Nhưng trước khi buổi chụp hình diễn ra, phóng viên Karin Magriso từ chương trình Erev Tov Im Guy Pines đã đến trường quay để phỏng vấn họ với những câu hỏi hóc búa để kiểm tra khả năng của họ.
Vào buổi đánh giá ngày tiếp theo, Adi, Ines, Olga và Victoria đã phải xuất hiện trong phòng đánh giá của ban giám khảo. Ines khiến ban giám khảo xúc động trong phần phát biểu của mình khiến ngay cả Betty cũng phải mềm lòng. Kết quả cuối cùng là Adi & Alexandra là 2 thí sinh tiếp theo bị loại.
- Nhiếp ảnh gia: Iddo Lavie
- Khách mời đặc biệt: Haim Etgar, Karin Magriso

### Tập 6
Khởi chiếu: 3 tháng 4 năm 2005
7 cô gái còn lại được yêu cầu phải vượt qua buổi casting đầu tiên trong đời để đóng quảng cáo cho một loại xà phòng mới của Lux, khi họ phải diễn trong khăn tắm và diễn cùng với nam diễn viên Tzak Berkman. Diễn viên Meira Ben Attar và đạo diễn quảng cáo Yariv Horowitz sẽ cố gắng tìm ra cô gái nào có kỹ năng phù hợp cho quảng cáo. Trong buổi quay, Evelin gặp khó khăn khi thực hiện buổi casting bằng tiếng Hebrew và được đề nghị thử giọng bằng tiếng Ba Lan từ đạo diễn.
Ngày hôm sau, họ được gặp Yoram Dembinsky, giám đốc điều hành của công ty quảng cáo cho quảng cáo mà họ đã casting trước đó, cho thử thách tiếp theo của mình. Họ đưa tới một sự kiện xã hội được tổ chức tại một câu lạc bộ nổi tiếng và họ phải hòa nhập với các khách mời của sự kiện để thể hiện kỹ năng giao tiếp của mình, điều mà họ sẽ phải chứng minh ngay trước mặt Yoram, để thuyết phục anh ấy rằng họ là những ngôi sao thực sự có thể dẫn dắt một chiến dịch quảng cáo lớn. Kết quả là Liat Ben. là người thể hiện tốt nhất thử thách nên cô sẽ được miễn loại vào buổi loại trừ tuần này. Vào buổi đánh giá ngày tiếp theo, Liat Ben. được gọi tên đầu tiên còn Olga là thí sinh tiếp theo bị loại.
- Khách mời đặc biệt: Yariv Horowitz, Meira Ben Attar, Tzak Berkman, Yoram Dembinsky

### Tập 7
Khởi chiếu: 10 tháng 4 năm 2005
6 cô gái còn lại đã nhận được một bất ngờ lớn khi Netta, người đã xin dừng cuộc thi vì nhớ gia đình từ những tập trước, bất ngờ được quay trở lại cuộc thi và những người còn lại cảm thấy bất công, nhất là Evelin và Liat Bel. khi họ không thể che giấu sự phẫn nộ của mình. Ngày hôm sau, 7 cô gái còn lại được đưa tới một nhà kho cho buổi chụp hình tiếp theo cho catalog của đồ lót Triumph và họ phải tạo dáng cùng với người mẫu nam.
Sau đó, họ được đưa tới một trung tâm mua sắm ở Netanya cho thử thách tiếp theo là một buổi trình diễn thời trang khi các cô gái phải tự trang điểm và làm tóc cho mình. Trong đám đông, một giám đốc tiếp thị của một công ty mỹ phẩm quốc tế, người đã đến để chọn gương mặt đại diện tiếp theo của công ty, đã bí mật xem buổi biểu diễn và chọn Victoria. Kết quả là cô sẽ được miễn loại vào buổi loại trừ tuần này và sẽ được xuất hiện trong chiến dịch quảng cáo của mỹ phẩm. Vào buổi đánh giá ngày tiếp theo, Netta là người bị các cô gái khác bình chọn để gặp với ban giám khảo, Victoria được gọi tên đầu tiên còn Meitar là thí sinh tiếp theo bị loại.
- Nhiếp ảnh gia: Guli Cohen

### Tập 8
Khởi chiếu: 17 tháng 4 năm 2005
6 cô gái còn lại đã có một buổi tập thể hình với huấn luyện viên cá nhân Tal Shaham. Sau đó, họ đã có buổi chụp hình tiếp theo cho ảnh bìa tạp chí Pnai Plus và họ sẽ được theo dõi bởi tổng biên tập Igal Galai và một phóng viên của tạp chí. Sau buổi chụp hình, Liat Ben. là người làm tốt nhất trong buổi chụp hình nên sẽ được miễn loại vào buổi loại trừ tuần này. Quay về khách sạn, họ gặp Galit đã có một buổi tối chiêu đãi khi có một buổi trang điểm và làm tóc, để chuẩn bị cho điều bất ngờ thực sự, khi bạn bè của mình đến thắm. Cuộc gặp gỡ thú vị đã dẫn đến Galit kiểm tra mức độ hiểu đối phương của họ, với Liat Ben. và bạn của cô giành chiến thắng sẽ được ở qua đêm tại một căn phòng sang trọng. Nhưng trận đấu đôi trở nên quá căng thẳng và dẫn đến mâu thuẫn giữa Evelin và Victoria.
Vào buổi đánh giá ngày hôm sau, mối thù giữa Evelin và Victoria đã lên một tầm cao mới khi Evelin đánh Victoria. Victoria là người bị các cô gái khác bình chọn để gặp với ban giám khảo, Evelin, Liat Bel., Liat Ben. và Netta được an toàn và Galit thông báo rằng họ sẽ được cùng xuất hiện trên trang bìa của tạp chí Pnai Plus. Kết quả cuối cùng là Ines là thí sinh tiếp theo bị loại.
- Nhiếp ảnh gia: Shmuel Yaari
- Khách mời đặc biệt: Tal Shaham, Igal Galai

### Tập 9
Khởi chiếu: 24 tháng 4 năm 2005
Đây là tập ghi lại khoảnh khắc từ đầu cuộc thi.

### Tập 10
Khởi chiếu: 1 tháng 5 năm 2005
5 cô gái còn lại đã xúc động và khóc rất nhiều khi xem những đoạn băng nói chuyện khích lệ từ gia đình ở nhà, từ cha mẹ và anh chị em đã được phỏng vấn bởi phóng viên Roni Kuban của Hadashot 10 và một vài mẫu thuẫn đã được hòa giải. Sau đó, họ đã có buổi chụp hình cuối cùng cho trang sức Padani và khám phá ra điều khiến họ ngạc nhiên là họ sẽ phải tạo dáng khỏa thân. Sau đó, các cô gái bước vào phòng chờ và một vài thí sinh đã muốn từ chối tham gia vào, đặc biệt là Netta. Nhưng sau khi các cô gái đã lấy can đảm và thực hiện xong buổi chụp hình, thì Netta đã quyết định không tham gia chụp hình.
Vào buổi đánh giá ngày hôm sau, Galit thông báo với tất cả là Victoria là người làm tốt nhất trong buổi chụp hình nên sẽ được miễn loại vào buổi loại trừ tuần này và trở thánh thí sinh đầu tiên góp mặt vào đêm chung kết. Sau đó, các cô gái phải chọn 2 người trong số họ xuất hiện trước ban giám khảo. Hầu hết các cô gái chọn Netta do cô từ chối tham gia buổi chụp hình và Liat Bel. cảm thấy khó khăn khi là người quyết định ai sẽ đi cùng Netta và bật khóc vì cô ấy phải chọn Evelin. Kết quả cuối cùng là Victoria được gọi tên đầu tiên còn Netta là thí sinh tiếp theo bị loại. Nhưng sau đó, Galit đã khóc khi thông báo cho Evelin rằng cô là thí sinh thứ hai bị loại.
- Nhiếp ảnh gia: Eshel Ezer
- Khách mời đặc biệt: Roni Kuban

### Tập 11
Khởi chiếu: 8 tháng 5 năm 2005
Galit đã có một buổi trò chuyện với Adi, Alex, Alexandra, Angel, Daniella, Maya, Raheli và Sivan về trải nghiệm của họ trong chương trình và kêu gọi khán giả bình chọn để cho họ quay lại đêm chung kết.

### Tập 12
Khởi chiếu: 15 tháng 5 năm 2005
Đây là phần tiếp theo của tập 11. Galit đã có một buổi trò chuyện với Evelin, Ines, Meitar, Netta và Olga về trải nghiệm của họ trong chương trình và kêu gọi khán giả bình chọn để cho họ quay lại đêm chung kết. 

### Tập 13
Khởi chiếu: 22 tháng 5 năm 2005
Đây là phần tiếp theo của tập 12. Sau khi trò chuyện với 13 cô gái bị loại trước đó, Galit đã chính thức công bố danh sách kết quả bình chọn của khán giả. 7 cô gái đầu tiên có lượt bình thấp nhất lần lượt là Sivan, Adi, Daniella, Raheli, Alex, Meitar và Olga. Sau đó, 3 thí sinh chung cuộc đã được xuất hiện và Galit cùng với mẹ của 3 thí sinh bình luận và phê bình họ. Ngoài ra, chương trình cũng công chiếu video về cuộc sống thường nhật của 3 cô gái.
Sau đó, Galit đã công bố rằng Angel, Alexandra và Maya sẽ không được trở lại cho đêm chung kết. Kết quả là Evelin, Ines và Netta là 3 người có tỉ lệ bình chọn cao nhất. Kết quả cuối cùng, với 40% tỉ lệ bình chọn của khán giả thì Evelin sẽ trở thành thí sinh thứ 4 được góp mặt vào đêm chung kết, còn Netta đứng thứ 2 với 15% bình chọn của người xem và Ines ở vị trí thứ ba. Cuối cùng, Galit đã đề nghị Evelin và Victoria làm lành với nhau.

### Tập 14
Khởi chiếu: 29 tháng 5 năm 2005
Vào đêm chung kết trực tiếp tại Meimad TV Studios, 12 cô gái bị loại trước đó đã mở màn bằng một buổi trình diễn thời trang trong váy cưới của Yair Germon. Sau đó, Galit xuất hiện và giới thiệu 4 cô gái chung cuộc cho khán giả, trước khi Galit trò chuyện cùng với ban giám khảo và xem những khoảnh khắc đáng nhớ nhất trong chương trình. Buổi trình diễn thời trang đầu tiên của 4 cô gái diễn ra là trang phục mùa Hè của Diesel.
Sau đó, thử thách đầu tiên của các cô gái đã được trình chiếu: 4 cô gái còn lại được đưa tới quản lý người mẫu Look Models cho một buổi casting với Paolo Tomei từ Women Management ở Milan, khi ông xem xét tiềm năng của họ cho sự nghiệp quốc tế. Ngoài ra, Paulo còn yêu cầu được gặp thêm Angel, Ines & Netta. Các cô gái sẽ được phỏng vấn cá nhân với Paolo trong 3 phút, trình diễn kỹ năng catwalk và cuối cùng là ảnh chụp cận mặt từng người. Sau khi chứng kiến phần thi của họ, ban giám khảo bắt đầu cho điểm của thử thách trên. 4 cô gái sau đó đã có 2 buổi trình diễn trang tiếp theo cho đồ bơi của Keds và cùng với huấn luyện viên cá nhân của họ, Tal Shaham trong trang phục thể thao của Reebok.
Thử thách thứ hai của 4 cô gái là trình diễn ca khúc I Wanna Be A Super Model trên sân khấu và bao gồm cả phần vũ đạo. Trước khi thực hiện, chương trình đã trình chiếu các buổi diễn tập cho thử thách và các bản ghi âm của bài hát cùng với Saar Badishi, giám đốc âm nhạc của bộ phim HaShir Shelanu. Biên đạo múa Hilik Cohen hướng dẫn các cô gái đến phần khiêu vũ, và anh ấy có nhiệm vụ chọn người sẽ biểu diễn phần solo trong đêm chung kết và anh ấy chọn Liat Bel. và Liat Ben.. Tất cả các cô gái đã lên để biểu diễn bài hát cùng với phần khiêu vũ, và ban giám khảo bắt đầu chấm điểm cho họ trong thử thách này.
Sau đó, toàn bộ 16 cô gái đã có màn trình diễn thời trang cuối cùng cho bộ sưu tập mùa Hè 2005 của Triumph và ban giám khảo tổng kết điểm cho phần catwalk từ các buổi trình diễn thời trang của 4 cô gái. Sau 3 lần chấm điểm của giám khảo, Victoria hiện đang dẫn đầu và theo sau cô lần lượt là Liat Bel., Liat Ben. & Evelin với số điểm lần lượt là 147-120-116-101. Nhưng mọi thứ vẫn chưa kết thúc, họ vẫn còn phụ thuộc vào sự bình chọn của khán giả và giám khảo khách mời. Kết quả cuối cùng, Liat Ben. trở thành á quân 2, Liat Bel. là á quân và Victoria đã trở thành quán quân đầu tiên của HaDugmaniot.
| Thứ hạng | Thí sinh  | Điểm của giám khảo | Điểm của giám khảo | Điểm của giám khảo | Điểm của giám khảo | Điểm của giám khảo | Điểm của giám khảo | Tổng điểm |
| Thứ hạng | Thí sinh  | Thử thách          | Miki               | Shiraz             | Elimor             | Betty              | Eshel              | Tổng điểm |
| -------- | --------- | ------------------ | ------------------ | ------------------ | ------------------ | ------------------ | ------------------ | --------- |
| 1        | Victoria  | Casting            | 9                  | 9                  | 9                  | 10                 | 10                 | 147       |
| 1        | Victoria  | Nhảy               | 10                 | 10                 | 10                 | 10                 | 10                 | 147       |
| 1        | Victoria  | Catwalk            | 10                 | 10                 | 10                 | 10                 | 10                 | 147       |
| 2        | Liat Bel. | Casting            | 8                  | 8                  | 7                  | 9                  | 8                  | 120       |
| 2        | Liat Bel. | Nhảy               | 9                  | 9                  | 9                  | 8                  | 8                  | 120       |
| 2        | Liat Bel. | Catwalk            | 9                  | 9                  | 8                  | 5                  | 6                  | 120       |
| 3        | Liat Ben. | Casting            | 7                  | 7                  | 6                  | 8                  | 7                  | 116       |
| 3        | Liat Ben. | Nhảy               | 9                  | 9                  | 8                  | 8                  | 8                  | 116       |
| 3        | Liat Ben. | Catwalk            | 8                  | 7                  | 7                  | 9                  | 8                  | 116       |
| 4        | Evelin    | Casting            | 7                  | 6                  | 6                  | 7                  | 6                  | 101       |
| 4        | Evelin    | Nhảy               | 7                  | 7                  | 7                  | 7                  | 7                  | 101       |
| 4        | Evelin    | Catwalk            | 7                  | 8                  | 7                  | 6                  | 6                  | 101       |

- Khách mời đặc biệt: Paolo Tomei, Tal Shaham, Saar Badishi, Hilik Cohen, Shuli Drorit, Dorit Vidavsky

### Tập 15
Khởi chiếu: 5 tháng 6 năm 2005
Đây là tập ghi lại đằng sau hậu trường của đêm chung kết và ngày sau khi chiến thắng cuộc thi của Victoria.

## Thứ tự gọi tên
| Thứ tự | Tập     | Tập   | Tập        | Tập       | Tập       | Tập      | Tập       | Tập       | Tập       | Tập | Tập | Tập | Tập |
| Thứ tự | 2       | 3     | 4          | 5         | 6         | 7        | 8         | 10        | 14        |     |     |     |     |
| ------ | ------- | ----- | ---------- | --------- | --------- | -------- | --------- | --------- | --------- | --- | --- | --- | --- |
| 1      |         |       | Adi Meitar |           | Liat Ben. | Victoria | Liat Ben. | Victoria  | Victoria  |     |     |     |     |
| 2      |         |       | Adi Meitar |           |           |          |           | Liat Ben. | Liat Bel. |     |     |     |     |
| 3      |         |       | Evelin     |           |           |          |           | Liat Bel. | Liat Ben. |     |     |     |     |
| 4      |         |       | Victoria   |           |           |          |           | Evelin    | Evelin    |     |     |     |     |
| 5      |         |       | Ines       |           |           |          | Victoria  | Netta     |           |     |     |     |     |
| 6      |         |       | Liat Bel.  |           | Victoria  | Netta    | Ines      |           |           |     |     |     |     |
| 7      |         |       | Liat Ben.  | Olga      | Olga      | Meitar   |           |           |           |     |     |     |     |
| 8      |         |       | Olga       | Adi       |           |          |           |           |           |     |     |     |     |
| 9      |         |       | Alexandra  | Alexandra |           |          |           |           |           |     |     |     |     |
| 10     |         |       | Angel      |           |           |          |           |           |           |     |     |     |     |
| 11     |         | Angel | Netta      |           |           |          |           |           |           |     |     |     |     |
| 12     |         | Maya  |            |           |           |          |           |           |           |     |     |     |     |
| 13     | Alex    |       |            |           |           |          |           |           |           |     |     |     |     |
| 14     | Daniela |       |            |           |           |          |           |           |           |     |     |     |     |
| 15     | Rahel   |       |            |           |           |          |           |           |           |     |     |     |     |
| 16     | Sivan   |       |            |           |           |          |           |           |           |     |     |     |     |

     Thí sinh được miễn loại
     Thí sinh bị loại
     Thí sinh dừng cuộc thi
     Thí sinh chiến thắng cuộc thi
- Vào ngày 21 tháng 2 năm 2005, chương trình phát sóng tập đầu tiên là tập casting. Sau khi kết thúc, chương trình mới phát sóng tập tiếp theo vào ngày 6 tháng 3 năm 2005.
- Trong tập 4, Netta dừng cuộc thi vì lí do cá nhân.
- Trong tập 7, Netta được quay lại cuộc thi.
- Tập 9 là tập ghi lại khoảnh khắc từ đầu cuộc thi.
- Tập 11, 12 & 13 là các tập tái hợp các thí sinh. Sau khi top 3 ban đầu được chọn, 13 cô gái bị loại trước đó đã nhận được một cơ hội khác để thi đấu trong trận chung kết dựa vào bình chọn của khán giả. Vào cuối tập 13, Evelin được quay lại cuộc thi với 40% tỉ lệ bình chọn.
- Tập 15 là tập ghi lại cuộc sống của 16 cô gái đã ra sao sau chương trình.

### Buổi chụp hình & Thử thách
Buổi chụp hình
- Tập 2: Áo tắm ở bãi biển
- Tập 3: Thân mật trên xe máy với Raz Meirman
- Tập 4: Trình diễn thời trang trong thiết kế của Shay Touboul
- Tập 5: Thời trang Olympic cho Reebok
- Tập 7: Đồ lót trong nhà kho với người mẫu nam cho Triumph
- Tập 8: Phong cách cá nhân cho tạp chí Pnai Plus
- Tập 10: Khỏa thân với trang sức Padani

Thử thách
- Tập 5: Phỏng vấn với Karin Magriso từ Erev Tov Im Guy Pines
- Tập 6: Casting cho quảng cáo xà phòng Lux với diễn viên Tzak Berkman; Giao tiếp với công chúng tại bữa tiệc
- Tập 7: Trình diễn thời trang trong trang phục tự phối
- Tập 14: Casting với Paolo Tomei từ Woman Management; Biểu diễn bài hát I Wanna Be A Super Model; Trình diễn thời trang trong nhiều trang phục khác nhau